# Мы (литературная группа)
«Мы» — литературная группа украинских писателей, действовавшая в Варшаве, Польша с 1918 по 1939 гг.

## История
Литературная группа «Мы» сформировалась вокруг украинского одноименного журнала, издававшегося в Варшаве. Предшественницей литературной группы «Мы» была литературная группа «Танк», организовавшая издательство «Варяг» и издававшее непериодический литературный журнал «Мы», произведения украинских писателей Натальи Левицкой-Холодной, С. Гординского и других украинских писателей.
Основателями литературной группы «Мы» были Наталья Левицкая-Холодная, Евгений Маланюк и А. Крыжановский. В группу входили украинские писатели, проживавшие в Польше, а также львовские молодые писатели, разорвавшие отношения с журналом «Вестник» Дмитрия Донцова.
Литературная группа «Мы» сыграло важную роль в развитии украинской литературы на территории Польши перед II Мировой войной.